# Гриневицький Ігнатій Іоахимович
Ігнатій Іоахімовіч (Іоакімовіч, Акимович) Гриневицький (1856, маєток Басін, Мінська губернія  — 1 березня (13 березня) 1881, Санкт-Петербург, Російська імперія) — білоруський російський революціонер польського походження, член підпільної революційно-терористичної організації «Народна воля», один із першомартовців. Найбільш відомий як безпосередній убивця імператора Олександра II.

## Життєпис
Народився в фільварку Басін Свислоцької волості Бобруйського повіту Мінської губернії (нині Кличівський район, Могильовська область, Білорусь) в польсько-католицькій дворянській сім'ї родового герба Przeginia в 1856, імовірно, в серпні — вересні.
Навчався в реальній гімназії в Білостоку.
Під час участі в «Народній волі» мав підпільні клички «Михайло Іванович» і «Котик».
У 1875 вступив до Петербурзького технологічного інституту, де брав участь у студентському революційному русі. У 1879 вступив в народницький гурток і, пройшовши безуспішний шлях «ходіння в народ», увійшов до «Народної волі», поширюючи спочатку нелегальну літературу, опісля працював у нелегальній друкарні, займався пропагандою серед робітників.
1 березня (13 березня) 1881 брав участь у вбивстві царя Олександра II. Саме він кинув бомбу, що підірвала його разом з царем. При вибуху отримав важкі поранення. Помер близько 10 години вечора в день замаху в придворному Конюшенному госпіталі, перед смертю відповівши на питання про ім'я та звання «не знаю».
|  | Мені не доведеться брати участь в останній боротьбі. Доля прирекла мене на ранню загибель, і я не побачу перемоги, не буду жити жодного дня, ні години у світлий час торжества, але вважаю, що своєю смертю зроблю все, що повинен був зробити, і більшого від мене ніхто, ніхто на світі вимагати не може. — Із заповіту. |

Тіло Гриневицького довгий час не було упізнано; у вироку по справі першомартовців він названий «померлою 1 березня людиною, що мешкала під вигаданим ім'ям Єльникова». Деякий час загиблого терориста ототожнювали з М. С. Тютчевим, який насправді перебував тоді в Сибіру.

## Адреси в Санкт-Петербурзі
Перша половина 01. — 01.03.1881 — прибутковий будинок — Симбірська вулиця, 59 (нині вул. Комсомолу, буд. 49).
Ім'я І. І. Гриневицького в 1975—1988 носив міст у Ленінграді (нині Ново-Конюшенний міст), біля якого ним був убитий Імператор Олександр II.